# Alma de bohemio

Alma de bohemio es una película argentina del género de comedia y musical filmada en blanco y negro dirigida por Julio Saraceni sobre un guion de Rodolfo Sciammarella y Carlos A. Petit que se estrenó el 24 de agosto de 1949 y que tuvo como protagonistas a Alberto Castillo, Fidel Pintos, Lilian Valmar y Lalo Malcolm. 

## Sinopsis
Un empresario (Alberto Castillo) que fabrica fajas de goma, por las noches es cantor de tangos en un cafetín.

## Reparto
- Alberto Castillo
- Fidel Pintos
- Lilian Valmar
- Lalo Malcolm
- Rodolfo Díaz Soler
- Anita Beltrán
- Arturo Palito
- Betty Lagos
- Diana Maggi
- Cirilo Etulain
- Vicente Forastieri
- Nora Gilbert
- Luis García Bosch
- Pablo Cumo
- Margarita Burke
- Vicente Rubino
- Rafael Diserio

## Comentario
La crónica del diario Democracia señaló que “El argumento (…) sin ser original, está enfocado acertadamente destacándose algunos toques humanos de fácil repecusión. Pero el atractivo mayor reside en las canciones de Alberto Castillo (…) y la comicidad de Fidel Pintos”.
Esta es una película muy representativa del período del peronismo. En ella se observa claramente lo que algunos estudiosos de ese período han denominado como el "acuerdo de clases". Eso supone un intento de conciliación entre las dos clases antagónicas que, para el marxismo, componen el sistema capitalista. Alberto Castillo en el final de la película les regala parte de su paquete accionario a los trabajadores de la fábrica y culmina cantando un tango junto a ellos que dice "patrones y obreros podemos trabajar juntos". Es evidente el "acuerdo" ya que no se llama a la transformación de los principios sobre los que el sistema se construye, sino que es el llamado a la conciliación de los sujetos sin modificar la lógica de los mismos: el que manda y el que obedece (Gallego, 2011).